# Hamburg Sea Devils (ELF)
Die Hamburg Sea Devils sind ein Hamburger American-Football-Team in der European League of Football (ELF). Das Team zog zwei Mal in das ELF Championship Game ein; 2021 unterlag es der Frankfurt Galaxy mit 30:32, 2022 den Vienna Vikings mit 15:27.

## Geschichte
Das Hamburger Franchise der ELF gehört zu den Gründungsteams der Liga. Das Team wird von der SEH Football Betreiber GmbH betrieben, der Gesellschaft von Zeljko Karajica, CEO der ELF. Als General Manager wurde Max Paatz eingesetzt.
Der Teamname wurde bereits von 2005 bis 2007 von dem gleichnamigen Team in der NFL Europa (NFLE) geführt. Er darf nach einer Genehmigung durch die NFL für das jetzige Team genutzt werden. Der Vorläufer des Teams in der NFLE gewann den letzten World Bowl am 23. Juni 2007.

### Saison 2021
Am 6. Juli 2021 wurde der Head Coach der Hamburg Sea Devils, Ted Daisher, entlassen. Sein Nachfolger war Offensive Coordinator Andreas Nommensen, der erst nur interimsweise den Posten erhalten sollte. Nach dem 44:6-Erfolg gegen Berlin Thunder am vierten Spieltag wurde allerdings bekannt gegeben, dass Nommensen bis zum Saisonende als Head Coach fungiere. Die Sea Devils konnten sich mit sieben Siegen bei drei Niederlagen den ersten Platz der Division North sichern. Mit einem 30:27-Sieg gegen die Panthers Wrocław im Halbfinale sicherte man sich den Einzug in das erste ELF Championship Game. Dabei stand man der Frankfurt Galaxy gegenüber. In einem bis zuletzt knappen Spiel unterlag man mit 30:32.

### Saison 2022
Für die Saison 2022 sicherte man sich die Dienste von Charles Jones als Head Coach. Jones hatte bereits für die alten Sea Devils gecoacht. Die Sea Devils starteten mit einem Sieg gegen die Berlin Thunder und mit einer Niederlage gegen die Barcelona Dragons in die Saison. Ab Juli 2022 bis zum Saisonende war der frühere NFL-Coach und -Coordinator John Shoop als Berater für die Hamburger tätig. Shoop war bis 2015 Trainer für verschiedene Positionen auf der Seite der Offense und unter anderem bei den Oakland Raiders Offensive Coordinator.
Ab dem dritten Spieltag legten die Sea Devils eine Siegesserie von zehn Spielen hin, verteidigten den Titel der Northern Conference und wurden bestes Team der Regular Season. Im Halbfinale vor heimischen Publikum hielt man die Raiders Tirol mit 19:7 in Schach. Im ELF Championship Game gegen die Vienna Vikings kamen die Sea Devils dagegen nie richtig ins Spiel und unterlagen mit 15:27 auch in ihrem zweiten Finale.

### Saison 2023
Für die Saison 2023 wurde Charles Jones als Head Coach verlängert. Mit Preston Haire wurde ein US-amerikanischer Quarterback verpflichtet. Mit Kasim Edebali und Miguel Boock beendeten zwei bekannte Linebacker nach der Saison 2022 ihre Karriere. Im Februar 2023 wurden ligainterne Listen im Internet veröffentlicht, aus denen hervorgeht, dass es bei den Sea Devils in den vergangenen zwei Spielzeiten zu insgesamt mindestens vier Fällen von Doping bzw. Drogenmissbrauchs gekommen sei, was von der Nationalen Anti-Doping Agentur (NADA) bestätigt wurde. In drei Fällen handelte es sich hierbei um den Nachweis von THC, was in allen drei Fällen zu einer Sperre von zwei Jahren führte. Außerdem konnte dem jetzt ehemaligen Sea Devils-Runningback Glen Toonga der Konsum von Kokain nachgewiesen werden, was unter Vorbehalt zu einer dreimonatigen Sperre führte. Als Reaktion darauf erklärte Geschäftsführer Max Paatz, dass die Sea Devils nun verstärkt über das Thema aufklären wollen und teaminterne Tests einführen werden.
Mit dem Spiel gegen Rhein Fire am 11. Juni 2023 trugen die Sea Devils erstmals eine Partie im Volksparkstadion aus, welches die Heimspielstätte der Sea Devils in der NFL Europa war. Die Sea Devils unterlagen mit 22:27. Die beiden folgenden Spiele konnte man klar gegen Köln und Berlin gewinnen, nach acht Spielen hatte man vier Siege und vier Niederlagen auf dem Konto. In den letzten vier Spielen gab es jedoch klare Niederlagen, so dass die Sea Devils erstmals die Playoffs verpassten.
Nach Ende der regulären Saison gaben die Sea Devils die Entlassung von Charles Jones als Head Coach bekannt. Außerdem wechselte Defensive Coordinator Kendral Ellison als neuer Head Coach zu den Munich Ravens und General Manager Max Paatz zu Rhein Fire.

### Saison 2024
Für die Saison 2024 wurde im November 2023 der US-Amerikaner Matt Johnson als neuer Head Coach vorgestellt. Ergänzt wird der Coaching-Staff unter anderem von Defensive Coordinator Brandon Noble, der zuvor mehrere Jahre in der NFL als Defensive Tackle für diverse Teams spielte. Neuer Sportdirektor ist der ehemalige Spieler Miguel Boock. Am 14. Dezember 2023 präsentierten die Sea Devils Mark Weitz als neuen General Manager der Franchise, der bereits vorher bei der SEH Holding GmbH tätig war. Am 21. Dezember 2023 wurden Javarian Smith als neuer Quarterback und Jarvis McClam als Wide Receiver vorgestellt. Smith kommt von den Allgäu Comets (GFL), McClam spielte 2023 bei den Raiders Tirol. Als weitere US-Amerikaner wurden sowohl Lee Pitts als auch Caleb Mills vorgestellt. Nach dem siebten Spieltag wurde Smith durch den US-Amerikaner D’Angelo Fulfort ersetzt, der zuvor in der Saison von Raiders Tirol entlassen wurde.
Mit der Bekanntgabe eines Spieles im Volksparkstadion am 14. Juli 2024 wurde die vorige Kooperation mit dem Hamburger SV auch für die kommende Saison fortgesetzt. Daneben werden zwei Spiele in der Heinz-von-Heiden-Arena in Hannover ausgetragen, sowie je ein Spiel im Weserstadion in Bremen und im Stadion an der Lohmühle in Lübeck. Außerdem wird das letzte Heimspiel der Sea Devils in der Saison gleichzeitig das erste „internationale Spiel“ der ELF. Dieses findet im Stadion Šubićevac in Šibenik, Kroatien statt, der Heimspielstätte des Fußballvereins HNK Šibenik, welcher ebenfalls zum Portfolio der SEH Holding GmbH gehört.

### Saison 2025
Im September 2024 stellten die Hamburger Shuan Fatah als neuen Head Coach vor. Fatah war als Trainer unter anderem zwei Mal deutscher und fünf Mal österreichischer Meister und war für die Sea Devils der NFL Europa als Running Back Coach tätig. Als Offensive Coordinator wurde Lee Rowland verpflichtet, der bereits früher mit Fatah zusammengearbeitet hat.
Als neuer Quarterback wurde für die Saison 2025 der US-Amerikaner Micah Leon verpflichtet, der zuvor sieben Jahre an verschiedenen Colleges spielte, unter anderem zuletzt für die Gators der University of Florida. Noch in seinem Debütspiel für die Sea Devils verletzte sich Leon und wurde auf die Injured-Reserve-Liste gesetzt. Nachdem am zweiten Spieltag Ersatz-Quarterback Moritz Maack einsprang, wurde anschließend der US-Amerikaner Taulia Tagovailoa, Bruder von NFL-Quarterback Tua Tagovailoa, von den Hamilton Tiger-Cats aus der CFL verpflichtet. Dieser absolvierte zwei Spiele für die Sea Devils und verließ daraufhin das Team aus familiären Gründen. Da Maack das Team ebenfalls nach Woche 5 verlassen hatte, wurde für das sechste Spiel Wide Receiver Jean-Claude Madin Cerezo auf der Position des Quarterback eingesetzt. Anschließend war Micah Leon wieder spielfähig.
Nach einer weiteren Verletzung Leons in Woche 10, die erneut das Setzen auf die IR-Liste zur Folge hatte, wurde der US-Amerikaner Jaylen Tregle von den Elmshorn Fighting Pirates verpflichtet. Aufgrund einer Schulterverletzung in Woche 11 wurde Tregle durch den US-Amerikaner Carlton Aiken ersetzt.

## Teamlogo
Das Logo stellt einen stilisierten Teufel in Form eine Schildes dar, der aus hellblauen und roten Wellen auftaucht.

## Spielstätten
Das Homefield der Hamburg Sea Devils war von 2021 bis 2023 hauptsächlich das Stadion Hoheluft im Hamburger Stadtteil Eppendorf, welches eine Kapazität von 8000 Plätzen bietet. Die hierbei mit einbezogenen 1000 Sitzplätze stellen die älteste überdachte Tribüne Norddeutschlands dar. Auf Grund der beschränkten Möglichkeiten und der Probleme mit Anwohnern spielten die Sea Devils 2024 nicht im Hoheluft, kehren aber zur Saison 2025 wieder ins Stadion zurück.
In der Saison ELF 2023 spielten die Hamburg Sea Devils erstmals im Volksparkstadion. Dabei stellten sie mit 32.500 Zuschauern einen Ligarekord auf.
In der Saison ELF 2024 unternahmen die eine Nord-Tournee. Dabei wurden, neben dem Volksparkstadion, je ein Spiel im Weserstadion in Bremen, in Lübeck, in der Heinz-von-Heiden-Arena in Hannover sowie ein Spiel im Eilenriedestadion Hannover ausgetragen, letzteres kurzfristig von der Heinz-von-Heiden-Arena verlegt.  Dazu kam das erste ELF International Game im Stadion Šubićevac in Šibenik, Kroatien
Neben drei Heimspielen im Stadion Hoheluft spielten die Sea Devils 2025 wieder je ein Heimspiel im Volksparkstadion und im Weserstadion in Bremen. Außerdem findet ein Heimspiel im Sportpark Eimsbüttel statt. Nach der Saison 2024 ist damit die Mehrzahl der Heimspielstätten der Sea Devils wieder in Hamburg verortet. Eine Woche vor dem entsprechenden Spieltag wurde das im Volksparkstadion geplante Spiel gegen Rhein Fire kurzfristig ins Stadion Hoheluft verlegt. Die Entscheidung begründeten die Sea Devils mit unspielbaren Platzverhältnissen im Volkspark.

## Bekannte Spieler
Der bisher wohl bekannteste Spieler der Sea Devils war der Hamburger Kasim Edebali. Er ist ehemaliger NFL-Profi und war dort zuletzt bei den Oakland Raiders unter Vertrag. Nach der Saison 2022 beendete er seine Karriere.

## Statistik

### Platzierungen
- Division North Champions: 2021, 2022

| Saison | Conf./Div. | Platz | Spiele | S  | N  | SQ    | P+    | P−    | Diff | Conf  | Serie                | Postseason                                                                | Zuschauer Ø |
| ------ | ---------- | ----- | ------ | -- | -- | ----- | ----- | ----- | ---- | ----- | -------------------- | ------------------------------------------------------------------------- | ----------- |
| 2021   | North      | 1.    | 10     | 7  | 3  | 0,700 | 274   | 178   | +96  | 4:2   | 6S-1N-1S-2N          | HF Sieg: Panthers Wrocław (30:27) CG Niederlage: Frankfurt Galaxy (30:32) | 1.744       |
| 2022   | Northern   | 1.    | 12     | 11 | 1  | 0,917 | 424   | 160   | +264 | 6:0   | 1S‒1N‒10S            | HF Sieg: Raiders Tirol (19:7) CG Niederlage: Vienna Vikings (15:27)       | 3.520       |
| 2023   | Western    | 4.    | 12     | 4  | 8  | 0,333 | 247   | 278   | −31  | 2:6   | 2N‒2S‒1N‒1S‒1N‒1S‒4N | ‒                                                                         | 8.164       |
| 2024   | Western    | 6.    | 12     | 2  | 10 | 0,167 | 226   | 463   | –247 | 00:10 | 1S‒1N‒1S‒9N          | ‒                                                                         | 9.277       |
| 2025   | North      |       |        |    |    |       |       |       |      |       |                      |                                                                           |             |
| Summe  | Summe      | Summe | 46     | 24 | 22 | 0,647 | 1.171 | 1.079 | +92  | 12:18 |                      | Halbfinale 2-0 Finale 0-2                                                 | 5.590       |

(HF: Halbfinale, CG: Championship Game)

### Direkter Vergleich
| Gegner             | erste Begegnung | Regular Season | Regular Season | Regular Season | Regular Season | Regular Season | Regular Season | Regular Season | Play-offs | Play-offs | Play-offs | Play-offs | Play-offs | Höchster Sieg   | Höchste Niederlage |
| Gegner             | erste Begegnung | Sp             | S              | N              | SQ             | P+             | P−             | Diff           | S         | N         | P+        | P−        | Diff      | Höchster Sieg   | Höchste Niederlage |
| ------------------ | --------------- | -------------- | -------------- | -------------- | -------------- | -------------- | -------------- | -------------- | --------- | --------- | --------- | --------- | --------- | --------------- | ------------------ |
| Barcelona Dragons  | 2021            | 4              | 3              | 1              | 0,750          | 99             | 76             | 0+23           |           |           |           |           |           | 32:14 (2021)    | 21:24 (2022)       |
| Berlin Thunder     | 2021            | 8              | 7              | 1              | 0,875          | 294            | 159            | +135           |           |           |           |           |           | 44:60 (2021)    | 16:23 (2023)       |
| Cologne Centurions | 2023            | 4              | 2              | 2              | 0,500          | 100            | 93             | 10+7           |           |           |           |           |           | 34:17 (2023)    | 25:32 (2024)       |
| Frankfurt Galaxy   | 2021            | 6              | 1              | 5              | 0,167          | 94             | 154            | 0−60           | 0         | 1         | 30        | 32        | 0−2       | 17:15 (2021)    | 09:35 (2021)       |
| Istanbul Rams      | 2022            | 2              | 2              | 0              | 1,000          | 99             | 26             | 0+73           |           |           |           |           |           | 70:00 (2022)    | −                  |
| Leipzig Kings      | 2021            | 4              | 3              | 1              | 0,750          | 145            | 18             | +127           |           |           |           |           |           | 59:00 (2022)    | 17:18 (2021)       |
| Madrid Bravos      | 2024            | 4              | 0              | 4              | 0,000          | 34             | 185            | –151           |           |           |           |           |           | −               | 00:57 (2025)       |
| Nordic Storm       | 2025            | 2              | 0              | 2              | 0,000          | 28             | 67             | −39            |           |           |           |           |           | −               | 07:40 (2025)       |
| Panthers Wrocław   | 2021            | 6              | 4              | 2              | 0,667          | 135            | 120            | 0+15           | 1         | 0         | 30        | 27        | 0+3       | 17:00 (2022)    | 25:34 (2023)       |
| Paris Musketeers   | 2023            | 4              | 0              | 4              | 0,000          | 74             | 138            | 0−64           |           |           |           |           |           | −               | 14:41 (2024)       |
| Prague Lions       | 2024            | 4              | 3              | 1              | 0,750          | 100            | 70             | 0+30           |           |           |           |           |           | 28:13 (2025)    | 14:19 (2025)       |
| Raiders Tirol      | 2022            |                |                |                |                |                |                |                | 1         | 0         | 19        | 7         | +12       | 19:70 (2022 HF) | −                  |
| Rhein Fire         | 2022            | 8              | 2              | 6              | 0,250          | 151            | 278            | −127           |           |           |           |           |           | 42:15 (2022)    | 02:51 (2024)       |
| Stuttgart Surge    | 2025            | 2              | 0              | 2              | 0,000          | 14             | 101            | –87            |           |           |           |           |           | –               | 00:48 (2025)       |
| Vienna Vikings     | 2022            |                |                |                |                |                |                |                | 0         | 1         | 15        | 27        | −12       | −               | 15:27 (2022 CG)    |

Stand: 16. August 2025
Legende:
| Spiele       | Siege              | Niederlagen           |
| SQ Siegquote | P+ gemachte Punkte | P− gegnerische Punkte |

## Trainer

### Head Coaches
| # | Name              | Saisons   | Regular Season | Regular Season | Regular Season | Regular Season | Play-offs | Play-offs | Play-offs |
| # | Name              | Saisons   | Spiele         | S              | N              | Gewonnen%      | Spiele    | S         | N         |
| - | ----------------- | --------- | -------------- | -------------- | -------------- | -------------- | --------- | --------- | --------- |
| 1 | Ted Daisher       | 2021      | 2              | 2              | 0              | 1,000          | 0         | 0         | 0         |
| 2 | Andreas Nommensen | 2021      | 8              | 5              | 3              | 0,625          | 2         | 1         | 1         |
| 3 | Charles Jones     | 2022–2023 | 24             | 15             | 9              | 0,625          | 2         | 1         | 1         |
| 4 | Matt Johnson      | 2024      | 12             | 2              | 10             | 0,167          | 0         | 0         | 0         |
| 5 | Shuan Fatah       | -         | 0              | 0              | 0              |                |           |           |           |
| 6 | Lee Rowland       | 2025–     |                |                |                |                |           |           |           |

## Roster
| Abkürzungen der Spieler-Positionen im American Football | Abkürzungen der Spieler-Positionen im American Football |
| ------------------------------------------------------- | --- |
| Offense                                                 | QB – Quarterback \| RB – Runningback \| FB – Fullback \| TE – Tight End \| E/WR – Wide Receiver \| T – Tackle \| G – Guard \| C – Center |
| Defense                                                 | DT – Defensive Tackle \| DE – Defensive End \| NT – Nose Tackle \| LB – Linebacker \| ILB – Inside Linebacker \| MLB – Middle Linebacker \| OLB – Outside Linebacker \| CB – Cornerback \| NB – Nickelback \| FS – Free Safety \| SS – Strong Safety |
| Special Teams                                           | K – Kicker \| P – Punter \| KS – Kicking Specialist \| KOS – Kickoff Specialist \| LS – Long Snapper \| RS – Return Specialist \| KOR/KR – Kick Returner \| PR – Punt Returner \| PP – Punt Protector                                                |

## Sponsoren und Partner
Hauptsponsor und „Exklusiv-Partner“ der Sea Devils ist die allbranded GmbH, ein Werbeartikelproduzent mit Sitz in Hamburg. „Premium-Partner“ sind die Hamburger PRIME TIME fitness GmbH (Fitnessstudio), Block House, der private Radiosender Radio Hamburg und das Modeunternehmen Strellson sowie der Werbeartikelhändler allbranded. Die Gruppe der „Partner“ umfasst vier Unternehmen: das Herakles Therapiezentrum Hamburg, den Industriedienstleister KAEFER, den Sportsausrüster Forelle und den Sportartikel- und Nahrungsergänzungsmittelhändler SportlerPlus.
Außerdem bieten die Sea Devils den Booster Club an. Dieser soll der Vernetzung und Kommunikation der Partner untereinander als auch der Ausweitung des Partnernetzwerks dienen. Mitglieder im Booster Club sind Swapfiets, die mama Restaurants GmbH, die GO! Express & Logistics GmbH und die Cryopoint Franchise GmbH.

## Eigentümer
Die SEH Football Betreiber GmbH ist im Besitz der SEH Sport Beteiligungs GmbH. Seit Mitte 2024 ist die Olaf Reinboth über die Flash 4 GmbH mit 8 % beteiligt. Die SEH Sport Beteiligungs GmbH ist eine hundertprozentige Tochter der SEH Sports & Entertainment Holding GmbH, die auch 72 % der ELF GmbH besitzt. Sie wurde von Zeljko und Tomislav Karajica gegründet. Mit Gründung der ELF stiegen Thomas Ebeling und Johannes Huth in die Gesellschaft ein. Tomislav Karajica veräußerte seine Anteile Anfang 2024. Stand Mai 2025 gehören Zeljko Karajica 42,8 %, die restlichen Anteile sind auf mehrere Minderheitsgesellschafter verteilt.